# Forsstroemia producta
Forsstroemia producta là một loài Rêu trong họ Leucodontaceae. Loài này được (Hornsch.) Paris mô tả khoa học đầu tiên năm 1896.